# Poppea
Poppea (лат.) — род равнокрылых насекомых из семейства горбаток (Membracidae). Неотропика.

## Распространение
Встречаются в Южной и Центральной Америке: Боливия, Бразилия, Венесуэла, Гватемала, Гондурас, Колумбия, Коста-Рика, Мексика, Панама, Перу.

## Описание
Длина тела менее 1 см. Пронотум вздутый, пронотальный задний отросток с двумя обычно раздутыми луковицами; передняя луковица простая (без шипов), задняя луковица с тремя острыми шипами. Этот род отличается от Cyphonia передней луковицей заднего пронотального отростка без шипов. О биологии этого рода известно немного. Они были зарегистрированы в скоплениях, за которыми ухаживали муравьи.

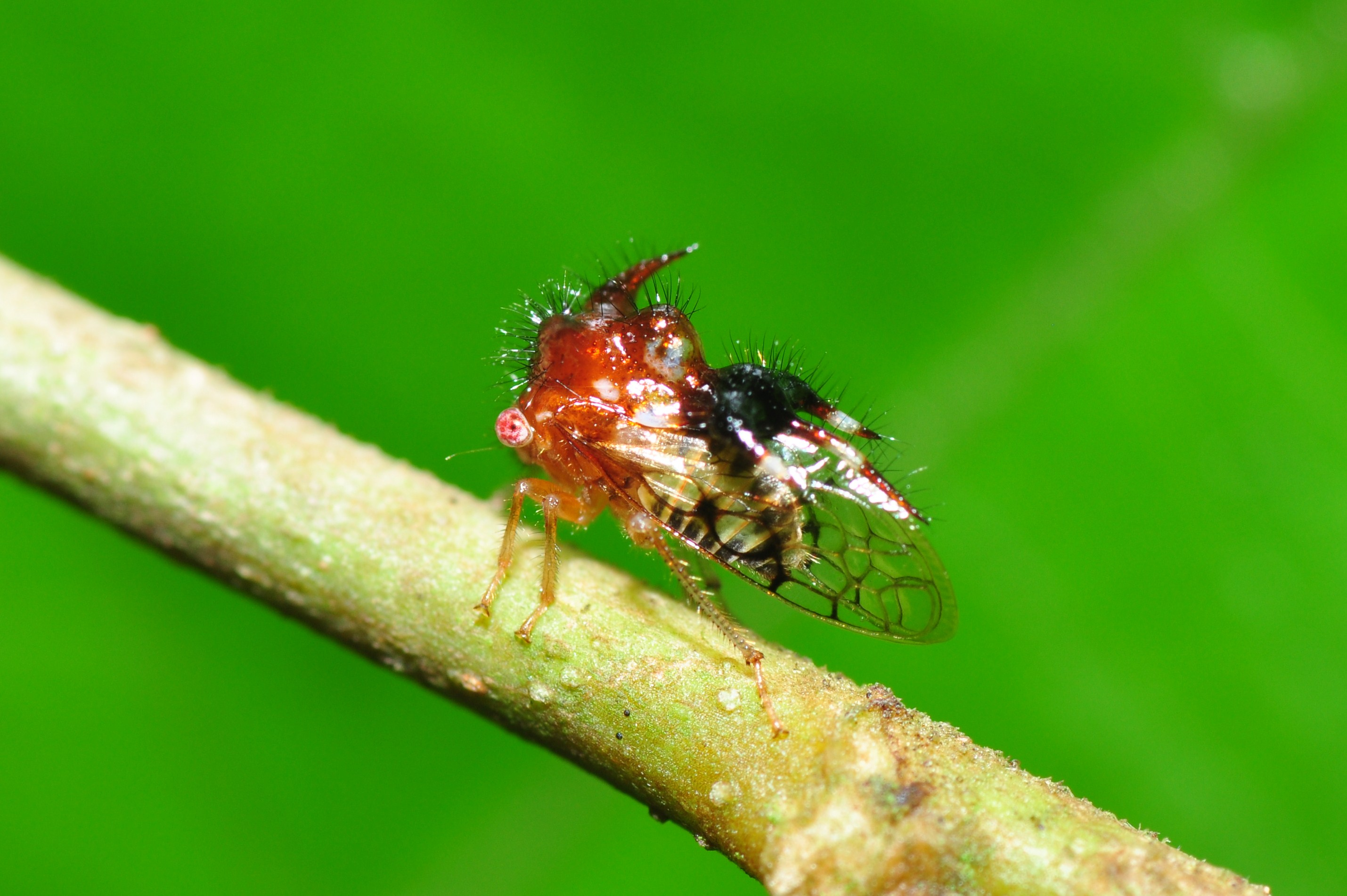

## Классификация
Около 20 видов.
- Poppea affinis Fowler, 1895[5]
- Poppea bulbidorsa Goding, 1930
  - =Poppea desantisi  Sakakibara & Remes Lenicov, 1973 (syn. nov.[5])
- Poppea capricornis Fowler, 1895
- Poppea colombiana Sakakibara et Evangelista, 2008[5]
- Poppea concinna Fowler, 1895
- Poppea delicata  Plummer, 1936
  - =Poppea nodosa Sakakibara & Remes-Lenicov, 1973 (syn. nov.[5])
- Poppea discrepans  Goding, 1929
- Poppea evelyna  Plummer, 1935
- Poppea formosa  Butler, A.G., 1878
- Poppea kovari  Plummer, 1945
- Poppea maculipennis  Sakakibara & Remes Lenicov, 1973
- Poppea munda Fowler, 1895
  - =Poppea reticulata Fowler, 1895 (syn. nov.[5])
- Poppea nigra  Sakakibara & Remes Lenicov, 1973
- Poppea nitida  Funkhouser, 1930
  - = Poppea carbonelli Sakakibara & Remes Lenicov, 1973 (syn. nov.[5])
  - = Poppea flavipes  Sakakibara & Remes Lenicov, 1973 (syn. nov.[5])
- Poppea pallida Sakakibara et Evangelista, 2008[5]
- Poppea rectispina  Fairmaire, 1846
- Poppea setosa  Fowler, 1895
- Poppea spinifera  Sakakibara, 1972[6]
- Poppea subrugosa  Fowler, 1895
- Poppea tergobullata  Sakakibara, 1972
- Poppea torva  Fowler, 1895
- Poppea turrialbae Sakakibara et Evangelista, 2008[5]
- Poppea unispina  McKamey, 2017[7]
- Poppea variegata  Plummer, 1935
- Poppea vestigia  Plummer, 1945
- Poppea zebrina  Funkhouser, 1930